# Museum für sächsische Fahrzeuge
Das Museum für sächsische Fahrzeuge, teilweise auch als Fahrzeugmuseum Chemnitz bezeichnet, ist ein Museum für Fahrräder, Motorräder und Automobile in Chemnitz. Die Ausstellung in den historischen Stern-Garagen, einer der ältesten erhaltenen Hochgaragen in Deutschland, befasst sich mit ihren rund 200 Exponaten speziell mit der Geschichte des sächsischen Fahrzeugbaus.

## Geschichte

### Vorgeschichte
Bereits zu DDR-Zeiten gab es in der Region Chemnitz – damals im Bezirk Karl-Marx-Stadt –, bedingt durch die Bedeutung der Industrieregion Karl-Marx-Stadt-Zwickau für den deutschen Fahrzeugbau zahlreiche Sammler historischer Fahrzeuge. Der Versuch, ein Museum aufzubauen, scheiterte trotz konkreter Konzepte und ausgewählter Räumlichkeiten an der behördlichen Genehmigung. Marken wie die Auto Union wurden in der DDR als faschistische Rüstungsbetriebe angesehen, eine Darstellung selbiger in einem anderen Licht stieß auf politische Ablehnung.

### Gründung eines Museumsvereins und erste Exposition

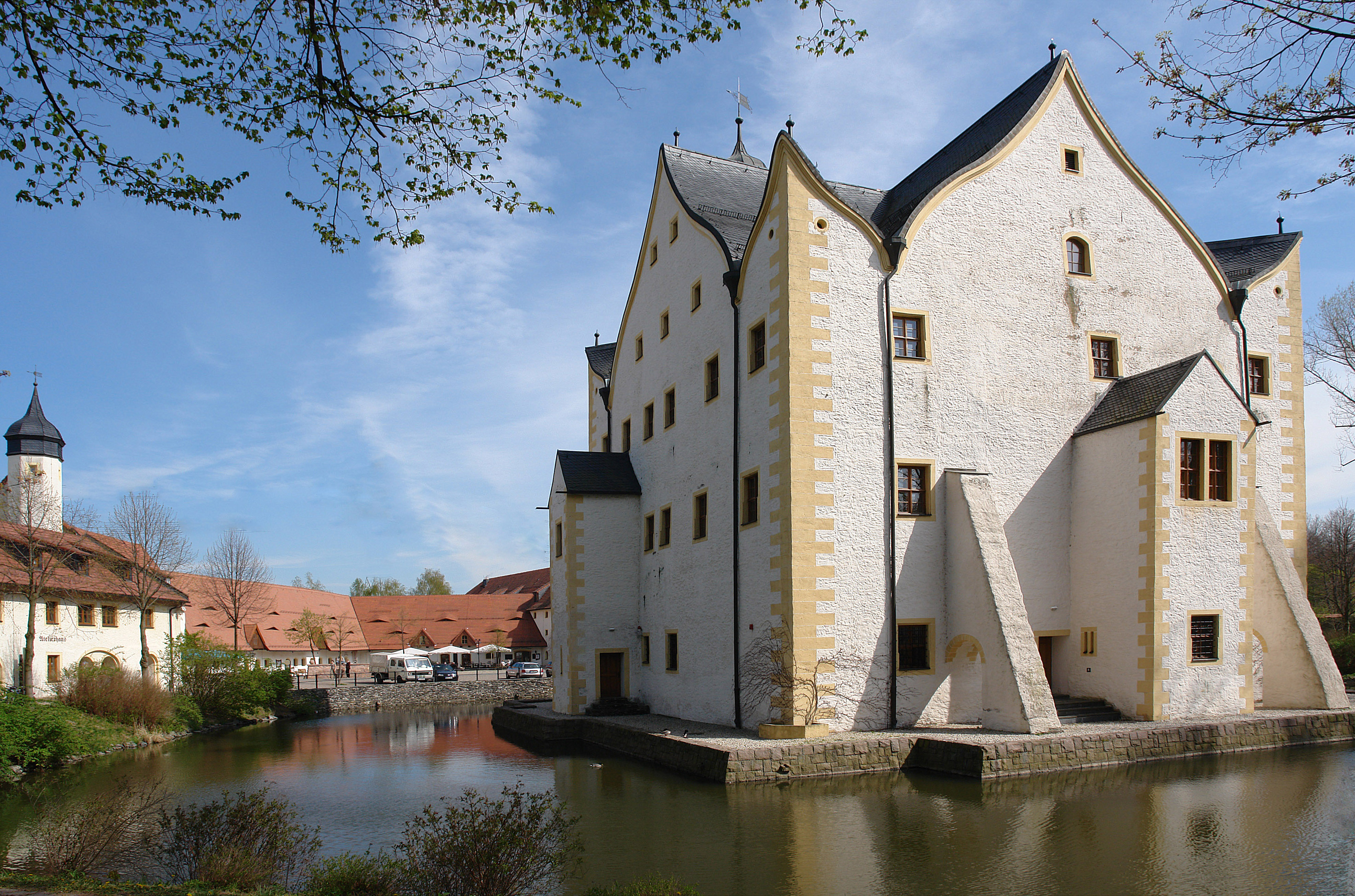
Wasserschloss Klaffenbach, Museumsstandort 1995–2008, in den Nebengebäuden links neben dem Schloss

Nach der Wende und der Neugründung des Freistaats Sachsen, im Jahr 1993 wurde der Verein Museum für sächsische Fahrzeuge Chemnitz e. V. durch den Fahrzeugrestaurator und Buchautor Frieder Bach gegründet. Geeignete Ausstellungsräume fanden sich in den ehemaligen Pferdeställen des zwischen 1991 und 1995 aufwändig restaurierten Wasserschlosses Klaffenbach. Wesentliche Unterstützung erhielten die Sammler dabei auch von der damaligen selbstständigen Gemeinde Klaffenbach, welche über 100 historische Fahrzeuge und andere Exponate organisierte und erwarb und dem Verein für die Ausstellung zur Verfügung stellte. So konnte 1995 mit der Fertigstellung des Wasserschlosses auch das Museum für Sächsische Fahrzeuge eröffnen. Auf zwei Etagen mit insgesamt etwa 800 m² Ausstellungsfläche dokumentierten über 120 Exponate die Geschichte des sächsischen Fahrzeugbaus. Mit der Eingemeindung von Klaffenbach nach Chemnitz am 1. Januar 1997 gingen die Exponate in den Besitz der Stadt Chemnitz über. Die hochwertige Sammlung sowie zahlreiche Sonderausstellungen machten das Museum über die Grenzen der Region hin bekannt.
Durch die Lage des Wasserschlosses an der Würschnitz war das Museum jedoch einer Hochwassergefahr ausgesetzt. Bei der Jahrhundertflut 2002 drangen die Wassermassen ins Wasserschloss ein und die untere Etage des Museums stand bis zu 70 cm unter Wasser. Zahlreiche Exponate sowie große Teile der Einrichtung wurden schwer beschädigt. Sogar eine Schließung des Museums wurde in Betracht gezogen. Zusätzlich zur Reinigung und Instandsetzung der Exponate mussten die Ausstellungsräume hochwassersicher umgestaltet werden, wodurch unter anderem die Ausstellungsfläche für Sonderausstellungen entfiel. Im Jahr 2007 erforderten geänderte Brandschutzauflagen einen Umbau des Museums, welcher die Museumsfläche nochmals verkleinert hätte. Den ursprünglich vorgesehenen Umbau der Räumlichkeiten ohne Auslagerung der Exponate lehnte der Verein jedoch aufgrund der schädigenden Wirkung des entstehenden Steinstaubs ab. So kam ein zeitweiliger Umzug der Sammlung für die Dauer der Umbauarbeiten in Betracht, schließlich entschieden die Verantwortlichen jedoch einen dauerhaft neuen Standort für das Museum. Die Suche nach neuen Ausstellungsräumen durch die Stadt Chemnitz dauerte über ein Jahr.

### Neuer Standort des Museums

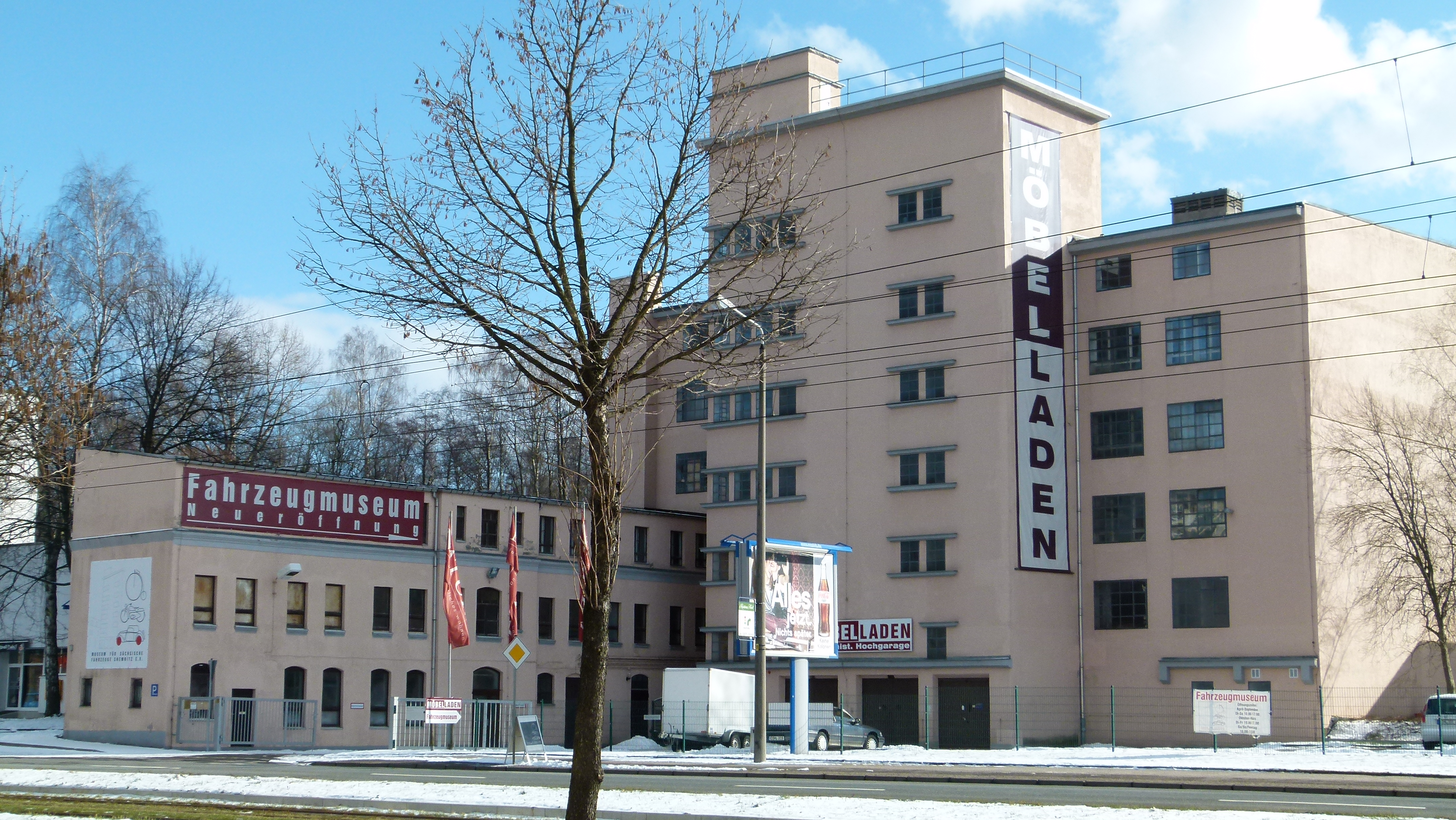
Garagenhof Chemnitz – Standort des Fahrzeugmuseums

2008 erfolgte der Umzug in die Stern-Garagen an der Zwickauer Straße im Chemnitzer Stadtteil Kapellenberg. Hier stehen dem Museum etwa 1000 m² Ausstellungsfläche zur Verfügung. Der Transport aller Fahrzeuge wurde binnen 10 Tagen realisiert, zwischen endgültiger Schließung in Klaffenbach und Eröffnung in den Stern-Garagen vergingen nur zwei Monate. Der Umzug wurde genutzt, um die Ausstellung von Grund auf neu zu strukturieren. Auch Sonderausstellungen sind wieder möglich. 2010 bekam das Museum von Jørgen Skafte Rasmussen, dem Enkel des gleichnamigen Gründers der Zschopauer Automobil- und Motorradmarke DKW, die private Rasmussen-Sammlung bestehend aus 24 Automobilen und knapp 30 Motorrädern und stationären Motoren der Marke DKW, angeboten. Aus Platzgründen musste das jedoch abgelehnt werden. Daher wurde die Rasmussen-Sammlung aufgeteilt. Die Automobile gingen an das benachbarte Industriemuseum Chemnitz, die Motorräder sind in der Ausstellung „MotorradTräume“ auf Schloss Wildeck in Zschopau zu sehen.

### Gefährdung der Museumsfortführung
Anfang Januar 2013 wurde bekannt, dass die Stadtverwaltung den Verkauf von Exponaten aus dem 115 Exponate umfassenden stadteigenen Teil der Sammlung prüfte. Neben Kleinexponaten sollten auch drei Automobile, 21 Motorräder und 12 Fahrräder vom Verkauf betroffen sein. Anlass dafür war die Kündigung des Leihvertrages für die Exponate durch den Museumsverein. Damit wollte der Verein vor allem deutlich machen, „dass für eine sinnvolle Präsentation in […] [den Räumen des Fahrzeugmuseums] die Existenz des Fahrzeugmuseums grundhaft gesichert sein muss“.
Das Museum erhält jährlich Fördermittel der Stadt Chemnitz aus dem Bereich kommunale Kunst- und Kulturförderung. Gestiegene Ausgaben und die Haushaltssperre der Stadt Chemnitz gefährdeten inzwischen jedoch die Finanzierung des Museums. Statt die Mittel für das Museum zu erhöhen, suchte die Stadt nach einem Alternativstandort für die Exponate. Angefragt wurden unter anderem das Industriemuseum Chemnitz, das Schloßbergmuseum Chemnitz und die Kunstsammlungen Chemnitz. Da keines der Chemnitzer Museen die Exponate aufnehmen konnte, wurde eine Unterbringung der Exponate außerhalb von Chemnitz sowie der Verkauf geprüft. Als möglicher Unterstellort für einige Exponate wurde das August-Horch-Museum in Zwickau in Betracht gezogen. Nach massivem Protest von Stadträten und Bürgern lehnte die Chemnitzer Oberbürgermeisterin Barbara Ludwig am 7. Januar 2013 den Verkauf ab.

## Mitgliedschaften
Das Museum ist Mitglied im Freundeskreis Technikhistorischer Museen der Region Chemnitz, zu dem neben dem Industriemuseum Chemnitz auch das Bergbaumuseum Oelsnitz, das Deutsche Spielemuseum, das Ebersdorfer Schulmuseum, die Motorradausstellung im Schloss Wildeck in Zschopau, das Sächsische Eisenbahnmuseum, das Sächsische Nutzfahrzeugmuseum in Hartmannsdorf und das Technikmuseum Seilablaufanlage (Schauplatz Eisenbahn) gehören.

## Sammlung/Ausstellung
Die Sammlung umfasst über 200 Exponate von mehr als 50 Herstellern, davon 150 Automobile, Motorräder und Fahrräder (Stand Ende 2014). Einige der Exponate befinden sich im Besitz von Vereinsmitgliedern, 115 Exponate gehören der Stadt Chemnitz. 45 Prozent der Exponate sind private Leihgaben, größtenteils Dauerleihgaben. Die Sammlung zeichnet sich durch zahlreiche Unikate aus, zu denen beispielsweise ein Motorrad der Marke Seidel & Naumann zählt, das das älteste Motorrad Deutschlands sein könnte, und erwiesenermaßen zu den drei ältesten Motorrädern Deutschlands zählt. Auch mehrere einzigartige Nutzfahrzeuge gehören zur Sammlung. Eine Besonderheit, da diese üblicherweise nicht erhalten bleiben. Ein Großteil der Fahrzeuge befindet sich im fahrtüchtigen Zustand. Die Ausstellung erstreckt sich über die 1000 m² des Erdgeschosses der Stern-Garagen. Die Parkboxen der Garage werden dabei zur chronologischen Unterteilung der Ausstellung genutzt, ihre Wände wurden mit teilweise unveröffentlichtem Bildmaterial behangen.
|  | Im Bereich Frühe Motorisierung (1885–1918) wird der Übergang vom Fahrrad zum Motorrad, von der Pferdekutsche zum vollwertigen Automobil gezeigt. Den ersten Motorrädern wie dem Wanderer 3-PS-Motorrad von 1910 oder dem Phänomen 5,5 PS von 1907 ist noch deutlich die Abstammung vom Fahrrad anzusehen. Auch Automobile wie das Polymobil von 1903 zeigen noch deutlich die Abstammung von der Pferdekutsche. Dieser Bereich zeigt den enormen Fortschritt dieser Zeit und ist auch durch experimentelle Konzepte wie den Magnet Selbstfahrer gekennzeichnet, bis gegen Ende des Jahrzehnts die ersten vollwertigen Automobile wie das Wanderer Puppchen entwickelt wurden. |
|  | Der Bereich Inflation (1918–1924) thematisiert neben der finanziellen Inflation vor allem den inflationären Anstieg der Zahl der Fahrzeughersteller und Fahrzeugkäufe. Durch den Versailler Vertrag durfte in Deutschland keine kriegsfähige Technik mehr gebaut werden, ehemalige Rüstungskonzerne sattelten auf Fahrzeugproduktion um. In Zeiten der Geldentwertung waren Fahrzeuge eine wertstabile Geldanlage. Gezeigt werden vor allem Fahrzeuge längst vergessener Marken wie Heros, Hiekel, Presto, Oruk, oder Harlè. Modelle wie das Phänomobil Dreirad mit Vorderradantrieb von 1921 zeigen, dass auch in dieser Zeit immer wieder Variationen der grundlegenden Fahrzeugkonzepte gewagt wurden. |
|  | In der Abteilung Goldene 20er (1925–1933) ist die Entwicklung zum zuverlässigen komfortablen Fahrzeug dargestellt, welches immer mehr Funktion bei immer weniger Bedienaufwand bietet. Zu dieser Blütezeit des sächsischen Fahrzeugbaus stammte fast ein Viertel der deutschen Autoproduktion aus Sachsen. Zu sehen sind vor allem die hochwertigen Automobile und Motorräder der gut betuchten Bürger, die Ende der 1920er Jahre das Stadtbild eroberten. Gezeigt werden Motorräder von O.D., Elfa oder Diamant sowie Automobile von Audi und DKW. |
|  | Unter dem Motto Krieg und Neuanfang (1933–1948) werden Fahrzeuge präsentiert, die speziell für den Einsatz im Krieg umgerüstet wurden. Neben einem DKW NZ 350-1 Wehrmachtsgespann ist auch ein Wanderer W 10 zu sehen, der auf Holzvergaser umgerüstet wurde, da Benzin nur für kriegswichtige Fahrten ausgegeben wurde. |
|  | Aufbruch (1948–1955) verdeutlicht, dass nach dem Krieg zunächst kaum Neuentwicklung stattfand. Stattdessen wurde auf Fahrzeugmodelle von vor dem Kriegsende zurückgegriffen. Deren Weiterentwicklung beschränkte sich meist auf eine Anpassung der Konstruktion an die vorhandene Rohstoffknappheit. So ist beispielsweise der ausgestellte IFA F 8 in großen Teilen identisch mit dem DKW F 8, welcher von 1939 bis 1942 gebaut wurde. Aufgrund des Mangels an Karosserieblech wurden die Motorhaube und andere Karosserieteile aus Duroplast hergestellt, einem Kunststoff der aus Abfallprodukten der chemischen Industrie sowie für die Textilindustrie unbrauchbarer Baumwolle hergestellt werden konnte. Gezeigt wird auch ein Hilfsmotor für Fahrräder, der an jedem Rad nachgerüstet werden konnte. |
|  | Der Bereich Mithalten / Mitgestalten (1956–1970) steht für die innovative, fortschrittliche Phase im DDR-Fahrzeugbau. Es ist zu sehen, dass die Modelle in der DDR damals durchaus vergleichbar waren zu den Fahrzeugen in der BRD. Der AWZ P 70, der zwar technisch noch auf dem IFA F 8 basierte, markierte eine Zwischenstufe auf dem Weg zur Großserienproduktion für die Massenmobilisierung. Zu sehen ist die äußerst selten erhaltene Kombi-Variante. Mit dem Trabant P 50 wurde dann schließlich einer der weltweit ersten vollwertigen Kleinwagen mit Frontantrieb entwickelt. Um das Stahlembargo der westlichen Staaten zu umgehen, wurde auch hier wieder auf den aus dem F 8 bewährten Werkstoff Duroplast zurückgegriffen. Positiver Nebeneffekt war ein geringes Fahrzeuggewicht mit einhergehender Benzineinsparung. |
|  | Stagnation (1971–1990) verdeutlicht, dass nach den innovativen Anfängen die Fahrzeugindustrie in der DDR ab den 1970er Jahren nicht mehr Wettbewerbsfähig war. Innovationen und Weiterentwicklungen blieben weitestgehend auf der Strecke. Aufgrund der Mangelwirtschaft weitete sich der Produktionsrückstand auf mehrere Jahre aus. |
|  | Neben dem chronologischen Teil der Ausstellung, der auf die historischen Parkboxen der Hochgarage verteilt ist, bietet das Museum noch weitere Bereiche zu speziellen Themen. So befasst sich ein Teil der Ausstellung mit dem Rennsportengagement der Firma DKW und zeigt diverse Rennwagen und Rennmotorräder. Eine originalgetreue Fließfertigungsanlage für DKW Motorräder mit vielen Originalteilen verdeutlicht die Fortschrittlichkeit der damaligen Marke DKW und erklärt somit auch einen der Gründe, warum es DKW zu einem der erfolgreichsten Motorradhersteller Europas schaffte. Die DKW-Fließfertigungsanlage war in den 1920er Jahren das erste Motorrad-Fließband der Welt. In einer Videopräsentation kann der Besucher sehen, wie schnell ein DKW-Motorrad damals am Fließband montiert werden konnte. In einer nachgestellten Werkstattszene ist unter anderem ein originales Diagnosegerät aus den 1930er Jahren zu sehen, mit dem bereits alle Funktionen der Fahrzeugelektrik überprüft werden konnten. Ein großes dreietagiges Podest zeigt einen Zeitstrahl der Entwicklung von DKW zu MZ. Über 20 Modelle belegen die Entwicklung des Motorradbaus in Zschopau bis 1990. In einem eigenen Bereich wird der Radrennsport beleuchtet. Zu den Exponaten zählen neben alten Rennrädern auch historische Schrittmacher für Steherrennen. Außerdem umfasst die Sammlung eine Motorensammlung. Auf den Flächen zwischen den Themenbereichen sind zahlreiche weitere Motorräder, Automobile und Fahrräder ausgestellt. Im vorderen Bereich des Museums ist Platz für Sonderausstellungen. Neben den zahlreichen Sonderausstellungen richtet das Museum auch des Öfteren Fahrzeugtreffen historischer sächsischer Marken aus. |